# Европско првенство у атлетици у дворани 1973 — 60 метара препоне за жене
Такмичење у дисциплини трчања на 60 метара са препонама у женској конкуренцији на четвртом Европском првенству у атлетици у дворани 1975. одржано је 10. марта у Арени Ахој у Ротердаму, Холандија.
Титулу европске првакиње освојену на Европском првенству у дворани 1972. у Греноблу одбранила је Анели Ерхарт из Источне Немачке.

## Земље учеснице
Учествовало је 16 атлетичарки из 12 земаља.
1. Аустрија  (1)
2. Бугарска (3)
3. Западна Немачка (3)
4. Источна Немачка (1)
5. Мађарска (1)
6. Пољска (2)
7. Румунија (1)
8. Уједињено Краљевство (1)
9. Француска (1)
10. Холандија (1)
11. Швајцарска (1)
12. Шведска (1)

## Рекорди
Извор:
| Рекорди пре почетка Европског првенства у дворани 1973.     | Рекорди пре почетка Европског првенства у дворани 1973. | Рекорди пре почетка Европског првенства у дворани 1973. | Рекорди пре почетка Европског првенства у дворани 1973. | Рекорди пре почетка Европског првенства у дворани 1973. | Рекорди пре почетка Европског првенства у дворани 1973. |
| ----------------------------------------------------------- | ------------------------------------------------------- | ------------------------------------------------------- | ------------------------------------------------------- | ------------------------------------------------------- | ------------------------------------------------------- |
| Светски рекорд                                              | Анели Ерхарт                                            | Источна Немачка                                         | 8,19                                                    | Зенфтенберг, Источна Немачка                            | 24. фебруар 1973.                                       |
| Европски рекорд                                             | Анели Ерхарт                                            | Источна Немачка                                         | 8,19                                                    | Зенфтенберг, Источна Немачка                            | 24. фебруар 1973.                                       |
| Рекорди европских првенстава                                | Карин Балцер Анели Ерхарт                               | Источна Немачка                                         | 8,1                                                     | Софија, Бугарска                                        | 14. март 1971.                                          |
| Рекорди после завршеног Европског првенства у дворани 1973. |                                                         |                                                         |                                                         |                                                         |                                                         |
| Светски рекорд                                              | Анели Ерхарт                                            | Источна Немачка                                         | 8,02                                                    | Ротердам, Холандија                                     | 10. март 1973.                                          |
| Европски рекорд                                             | Анели Ерхарт                                            | Источна Немачка                                         | 8,02                                                    | Ротердам, Холандија                                     | 10. март 1973.                                          |
| Рекорди европских првенстава                                | Анели Ерхарт                                            | Источна Немачка                                         | 8,02                                                    | Ротердам, Холандија                                     | 10. март 1973.                                          |

## Освајачи медаља
|                              |                          |                     |
| Анели Ерхарт Источна Немачка | Валерија Буфану Румунија | Тереса Новак Пољска |

## Резултати
У ово дисциплини су одржане три трке у три нивоа: квалификације, полуфинале и финале. Цело такмичење је одржано 10. марта.

### Квалификације
У квалификацијама такмичарке су били подељени у 3 групе: прве две са шест, а остале по пет такмичарки. У полуфинале су се квалификовале по четири првопласиране из све три групе (КВ).
| Пласман | Група | Атлетичар          | Националност         | Време | Белешка             |
| ------- | ----- | ------------------ | -------------------- | ----- | ------------------- |
| 1.      | 2     | Анели Ерхарт       | Источна Немачка      | 8,06  | КВ, СР, ЕР, РЕП, НР |
| 2.      | 3     | Тереза Новак       | Пољска               | 8,24  | КВ                  |
| 3.      | 2     | Мета Антенен       | Швајцарска           | 8,30  | КВ, НР              |
| 4.      | 2     | Илона Бружењак     | Мађарска             | 8,34  | КВ                  |
| 5.      | 1     | Валерија Буфану    | Румунија             | 8,42  | КВ                  |
| 6.      | 3     | Mieke van Wissen   | Холандија            | 8,46  | КВ                  |
| 7.      | 1     | Кармен Мер         | Аустрија             | 8,48  | КВ, ЛР              |
| 8.      | 1     | Жаклин Андре       | Француска            | 8,48  | КВ                  |
| 9.      | 3     | Џуди Вернон        | Уједињено Краљевство | 8,49  | КВ                  |
| 10.     | 3     | Елфриде Мајерхолц  | Западна Немачка      | 8,51  | КВ                  |
| 11.     | 1     | Ута Нолте          | Западна Немачка      | 8,53  | КВ                  |
| 12.     | 2     | Иванка Кошничарска | Бугарска             | 8,53  | КВ                  |
| 13.     | 1     | Гразина Рабштин    | Пољска               | 8,54  | ЛРС                 |
| 14.     | 2     | Марлис Кошински    | Западна Немачка      | 8,66  | ЛР                  |
| 15.     | 1     | Недјалка Ангелова  | Бугарска             | 8,69  | ЛР                  |
| 16.     | 3     | Гунхилд Олсон      | Шведска              | 8,94  | ЛР                  |

### Полуфинале
Полуфиналисткиње су биле подељене у две групе по шест, а за шест места у финалу пласирале су се по три првипласиране из обе групе (КВ).
| Позиција | Група | Атлетичарка        | Националност         | Време | Белешка  |
| -------- | ----- | ------------------ | -------------------- | ----- | -------- |
| 1.       | 1     | Анели Ерхарт       | Источна Немачка      | 8,07  | КВ       |
| 2.       | 2     | Тереза Новак       | Пољска               | 8,23  | ЛР       |
| 3.       | 2     | Meta Antenen       | Швајцарска           | 8,30  | КВ, ==НР |
| 4.       | 1     | Валерија Буфану    | Румунија             | 8,32  | КВ       |
| 5.       | 1     | Илона Бружењак     | Мађарска             | 8,34  | КВ       |
| 6.       | 1     | Ута Нолте          | Западна Немачка      | 8,39  | ЛР       |
| 7.       | 1     | Mieke van Wissen   | Холандија            | 8,40  |          |
| 8.       | 2     | Жаклин Андре       | Француска            | 8,43  | ЛР       |
| 9.       | 2     | Џуди Вернон        | Уједињено Краљевство | 8,46  | ЛРС      |
| 10.      | 1     | Иванка Кошничарска | Бугарска             | 8,48  | ЛР       |
| 11.      | 2     | Елфриде Мајерхолц  | Западна Немачка      | 8,52  |          |
| 12.      | 1     | Кармен Мер         | Аустрија             | 8,58  |          |

### Финале
Извор:
| Пласман | Атлетичар       | Земља           | Резултат | Белешка         |
| ------- | --------------- | --------------- | -------- | --------------- |
|         | Анели Ерхарт    | Источна Немачка | 8,02     | СР, ЕР, РЕП, НР |
|         | Валерија Буфану | Румунија        | 8,16     | НР              |
|         | Тереза Новак    | Пољска          | 8,23     | =ЛР             |
| 4.      | Мета Антенен    | Швајцарска      | 8,27     | =НР             |
| 5.      | Илона Бружењак  | Мађарска        | 8,32     | ЛРС             |
| 6.      | Жаклин Андре    | Француска       | 8,48     |                 |

## Укупни биланс медаља у трци на 60 (50) метара са препонама за жене после 4. Европског првенства на отвореном 1970—1973.
|    | Земља            |    |    |    |    |
| -- | ---------------- | -- | -- | -- | -- |
| 1. | Источна Немачка* | 4* | 1  | 0  | 5  |
| 2. | Пољска**         | 0  | 1* | 4* | 5  |
| 3. | Румунија         | 0  | 1  | 0  | 1  |
| 3. | СССР             | 0  | 1  | 0  | 1  |
|    | Укупно {4}       | 4  | 4  | 4  | 12 |

|    | Атлетичар         | Земља           |    |    |   |   |
| -- | ----------------- | --------------- | -- | -- | - | - |
| 1. | Анели Ерхард      | Источна Немачка | 2* | 1  | 0 | 3 |
| 2. | Карин Балцер      | Источна Немачка | 2  | 0  | 0 | 2 |
| 2. | Тереза Сукљњевић* | Пољска          | 0  | 1* | 2 | 3 |

Екипе и такмичарке обележене звездицом освојиле су по једну медаљу у дисциплини на 50 метара 1972.

## Скорашње везе
- Резултати са ЕП 1973 на сајту maik-richter.
- Резултати ЕП 1073 на сајту ЕАА
- Европска првенства у дворани на сајту ЕАА.